# Saint-Hilaire-du-Bois (Charente-Maritime)
Saint-Hilaire-du-Bois ist eine französische Gemeinde mit 298 Einwohnern (Stand 1. Januar 2022) im Département Charente-Maritime in der Region Nouvelle-Aquitaine (vor 2016 Poitou-Charentes); sie gehört zum Arrondissement Jonzac und zum Kanton Jonzac. Die Einwohner werden Saint-Hilairois genannt.

## Geographie
Saint-Hilaire-du-Bois liegt etwa 80 Kilometer nordnordöstlich von Bordeaux. Umgeben wird Saint-Hilaire-du-Bois von den Nachbargemeinden Guitinières im Nordwesten und Norden, Clion im Norden, Saint-Germain-de-Lusignan im Nordosten, Saint-Simon-de-Bordes im Osten und Südosten sowie Nieul-le-Virouil im Süden und Westen.

## Bevölkerungsentwicklung
| Jahr                       | 1962 | 1968 | 1975 | 1982 | 1990 | 1999 | 2006 | 2019 |
| Einwohner                  | 198  | 197  | 192  | 195  | 273  | 281  | 271  | 309  |
| Quellen: Cassini und INSEE |      |      |      |      |      |      |      |      |

## Sehenswürdigkeiten

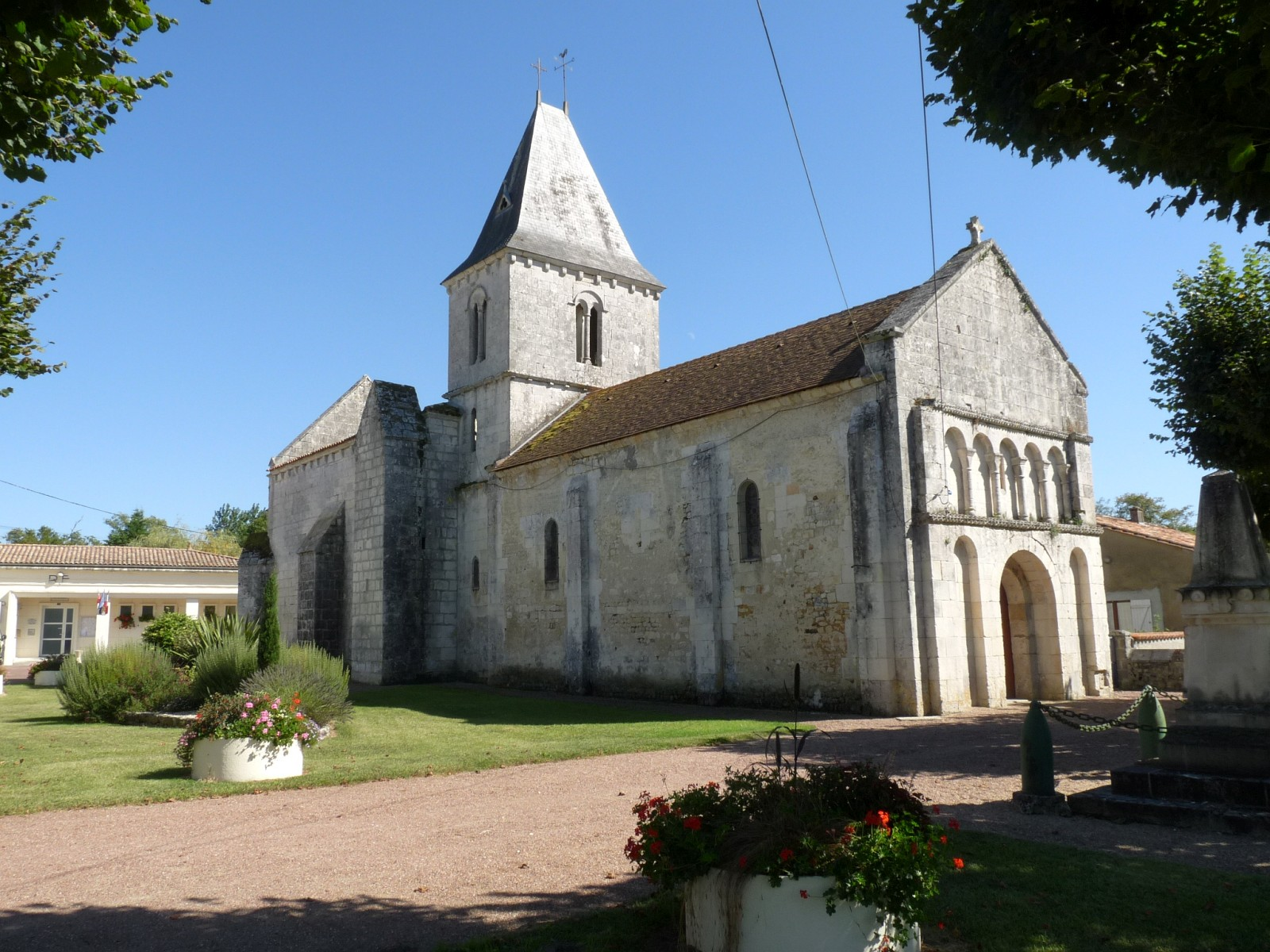
Kirche Saint-Hilaire

- Kirche Saint-Hilaire aus dem 12. Jahrhundert, seit 2000 Monument historique

Siehe auch: Liste der Monuments historiques in Saint-Hilaire-du-Bois (Charente-Maritime)